# Чемпионат Черногории по волейболу среди женщин
Чемпионат Черногории по волейболу среди женщин — ежегодное соревнование женских волейбольных команд Черногории. Проводится с сезона 2006/07 после распада Государственного Союза Сербии и Черногории и образования независимого Волейбольного союза Черногории. 
Соревнования проходят в двух дивизионах — 1-й и 2-й лигах. 

## Формула соревнований (1-я лига)
Чемпионат в 1-й лиге в сезоне 2024/25 включал два этапа — предварительный и плей-офф. На предварительной стадии команды играли в два круга. По её итогам 6 лучшие команд вышли в плей-офф (1-я и 2-я — напрямую в полуфинал) и по системе с выбыванием определили двух финалистов, которые разыграли первенство. Серии матчей проводились до двух (в четвертьфинале и полуфинале) и до трёх (в финале) побед одного из соперников.  
За победу со счётом 3:0 и 3:1 команды получают 3 очка, 3:2 — 2 очка, за поражение со счётом 2:3 — 1 очко, 0:3 и 1:3 — 0 очков.
В чемпионате 2024/25 в 1-й лиге участвовали 10 команд: «Херцег-Нови», «Лука Бар» (Бар), «Будучност» (Подгорица), «Альбатрос» (Херцег-Нови), «Морача» (Подгорица), «Будва», «Гимназиялац» (Котор), «Академия» (Тиват), «Единство» (Биело-Поле), «Галеб» (Бар). Чемпионский титул в 3-й раз подряд выиграл «Херцег-Нови», победивший в финальной серии «Будучност» 3-0 (3:1, 3:1, 3:0). 3-е место занял «Лука Бар».

## Призёры
| Сезон   | 1-е место                       | 2-е место                       | 3-е место                       |
| ------- | ------------------------------- | ------------------------------- | ------------------------------- |
| 2006/07 | «Лука Бар» Бар                  | «Подгорица»                     | «Рудар» Плевля                  |
| 2007/08 | «Лука Бар» Бар                  | «Подгорица»                     | «Рудар» Плевля                  |
| 2008/09 | «Лука Бар» Бар                  | «Рудар» Плевля                  | «Подгорица»                     |
| 2009/10 | «Галеб» Бар                     | «Лука Бар» Бар                  | «Будучност-Зетатранс» Подгорица |
| 2010/11 | «Галеб» Бар                     | «Лука Бар» Бар                  | «Будучност-Зетатранс» Подгорица |
| 2011/12 | «Будучност-Зетатранс» Подгорица | «Лука Бар» Бар                  | «Морача» Подгорица              |
| 2012/13 | «Лука Бар» Бар                  | «Будучност-Зетатранс» Подгорица | «Рудар» Плевля                  |
| 2013/14 | «Лука Бар» Бар                  | «Будучност-Зетатранс» Подгорица | «Галеб» Бар                     |
| 2014/15 | «Лука Бар» Бар                  | «Морача» Подгорица              | «Галеб» Бар                     |
| 2015/16 | «Лука Бар» Бар                  | «Рудар» Плевля                  | «Морача» Подгорица              |
| 2016/17 | «Лука Бар» Бар                  | «Галеб» Бар                     | «Рудар» Плевля                  |
| 2017/18 | «Лука Бар» Бар                  | «Рудар» Плевля                  | «Галеб» Бар                     |
| 2018/19 | «Лука Бар» Бар                  | «Морача» Подгорица              | «Галеб» Бар                     |
| 2019/20 | «Лука Бар» Бар                  | «Морача» Подгорица              | «Галеб» Бар                     |
| 2020/21 | «Лука Бар» Бар                  | «Галеб» Бар                     | «Морача» Подгорица              |
| 2021/22 | «Галеб» Бар                     | «Лука Бар» Бар                  | «Альбатрос» Херцег-Нови         |
| 2022/23 | «Херцег-Нови»                   | «Галеб» Бар                     | «Лука Бар» Бар                  |
| 2023/24 | «Херцег-Нови»                   | «Лука Бар» Бар                  | «Морача» Подгорица              |
| 2024/25 | «Херцег-Нови»                   | «Будучност» Подгорица           | «Лука Бар» Бар                  |